# Malik Bendjelloul
Malik Bendjelloul (14. september 1977 – 13. maj 2014) var en svensk journalist og dokumentarist samt tidligere barneskuespiller. Malik Bendjelloul blev verdenskendt for sin dokumentarfilm, Searching for Sugar Man, som omhandlede den amerikanske sanger Sixto Diaz Rodriguez. Han vandt i 2013 en Oscar for filmen.

## Liv og karriere
Malik Bendjelloul blev født i Ystad i Sverige som søn af fysikeren Hacène Bendjelloul og tolken Veronica Schildt Bendjelloul.
Han voksede op i den centrale og sydlige del af Sverige. I løbet af 1990'erne arbejdede han som barneskuespiller for SVT.
I sine unge år studerede han journalistik og medievidenskab på Kalmar Universitet. Efter endt uddannelse begyndte Bendjelloul at arbejde som reporter hos SVT, men han forlod jobbet igen efter en kort periode til fordel for et job som instruktør på en række dokumentarfilm om bl.a. musikerne Elton John, Rod Stewart, Björk og Kraftwerk.
Omkring årtusindskiftet filmede han to fans af musikeren Sixto Diaz Rodriguez i Cape Town, Sydafrika, som var af den opfattelse, at amerikaneren for længst var død. Malik Bendjelloul påbegyndte nu en historisk eftersøgning på den amerikanske musiker, som endte med at blive til en hel dokumentarfilm om Rodriguez. Dokumentarfilmen tog fem år at producere, men undervejs i forløbet løb Bendejlloul tør for penge. Dette bevirkede, at de sidste scener af filmen måtte optages med hans iPhone. Under filmoptagelserne blev Sixto Diaz Rodriguez fundet i live ved en byggeplads i Detroit, USA, og derefter optrådte han til massevis af koncerter i Sydafrika.
Malik Bendjellouls dokumentarfilm Searching for Sugar Man om Rodriguez vandt en Oscar for bedste dokumentarfilm i 2013. Desuden opnåede filmen kommerciel succes og indbragte ca. 20 millioner kroner til Bendjelloul. Dokumentarfilmen genoplivede desuden Rodriguezs karriere efter udgivelsen.
I 2013 blev Bendjelloul inviteret til at være vært på det svenske radioshow Sommar i P1, hvorunder han fortalte lytterne om processen bag filmen Searching for Sugar Man.

## Død
Malik Bendjelloul blev fundet død i sin lejlighed i Stockholm den 13. maj 2014. Den følgende dag afslørede hans bror, Johar Bendjelloul, at Malik havde begået selvmord efter at have gennemgået en regulær periode med stress og depression. Malik Bendjelloul blev kun 36 år gammel.